# Tomagotra roddi
Tomagotra roddi är en stekelart som beskrevs av Ian D. Gauld 1984. Tomagotra roddi ingår i släktet Tomagotra och familjen brokparasitsteklar. Inga underarter finns listade i Catalogue of Life.